# 佐伯国守
佐伯 国守（さえき の くにもり、生没年不詳）は、奈良時代の貴族。姓は宿禰。官位は従五位上・上総介。

## 経歴
称徳朝の天平神護元年（765年）称徳天皇の紀伊国行幸に伴って紀伊国司に対する叙位が行われ、紀伊掾であった国守は従五位下に叙爵した。神護景雲2年（768年）上総介に任ぜられる。
光仁朝の宝亀2年（771年）までに上総介を辞し、宝亀6年（775年）従五位上に至る。

## 官歴
『続日本紀』による。
- 時期不詳：正六位上・紀伊掾
- 天平神護元年（765年）10月22日：従五位下
- 神護景雲2年（768年）7月1日：上総介
- 宝亀2年（771年） 9月16日：止上総介?[1]
- 宝亀6年（775年） 正月16日：従五位上